# Wilczkowice (województwo świętokrzyskie)
Wilczkowice – wieś w Polsce położona w województwie świętokrzyskim, w powiecie koneckim, w gminie Radoszyce.
| SIMC    | Nazwa                    | Rodzaj     |
| ------- | ------------------------ | ---------- |
| 0265081 | Bór Średni               | przysiółek |
| 0265098 | Bór Wilczkowski Pierwszy | przysiółek |
| 1017882 | Górka                    | część wsi  |
| 1017907 | Kumiaście                | część wsi  |
| 1017965 | Poręba                   | część wsi  |

W latach 1975–1998 miejscowość należała administracyjnie do województwa kieleckiego.
Wieś jest siedzibą rzymskokatolickiej parafii św. Maksymiliana Kolbe i św. Faustyny Kowalskiej.

## Historia
Pierwszą datą dotyczącą tej miejscowości jest rok 1275. W dokumencie z tego właśnie roku Wilczkowice są wymienione w liczbie posiadłości klasztoru z Wąchocka. Z powyższego wynika, że wieś została założona bardzo wcześnie. Jest jedną z najstarszych miejscowości w regionie.
W XV wieku były wsią królewską starostwa chęcińskiego. Pod względem kościelnym należały do parafii Radoszyce.
W 1772r. na kartach granic Polski i Niemiec zawierających Śląsko- Pruskie Województwa, Kaliskie, Łęczyckie i Sieradzkie; część południową Województwa Poznańskiego i północną Województwa Krakowskiego znajduje się pod nazwą Wilkowisko..
W Wilczkowicach w październiku 1918 roku została utworzona Szkoła Podstawowa przez kilku światlejszych gospodarzy z dość dużym oporem pozostałych mieszkańców wsi.
Na mocy uchwały nr 13d/54 WRN w Kielcach z dnia 29 września 1954 w miejscowości ustanowiono nową jednostkę administracyjną – Gromadę Wilczkowice z siedzibą GRN (Gromadzka Rada Narodowa) w Wilczkowicach – jedną z 8759 gromad na obszarze Polski – w powiecie koneckim w woj. kieleckim,. W skład jednostki weszły obszary dotychczasowych gromad Lewoszów, Momocicha, Nadworów, Sęp, Szustaki i Wilczkowice ze zniesionej gminy Radoszyce w tymże powiecie. Dla gromady ustalono 19 członków gromadzkiej rady narodowej. Gromadę zlikwidowała kolejna reforma gminna 31 grudnia 1972 roku.
Duszpasterstwo w Wilczkowicach zainicjował w 1972 r. ks. Ryszard Batorski – wikariusz parafii Radoszyce. W następnych latach ks. Dionizy Wodzinowski zamieszkał w Wilczkowicach i wprowadził tu systematyczne duszpasterstwo.